# Orteguina

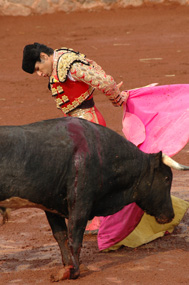
Orteguina réalisée par Humberto Flores.

Dans le monde de la tauromachie, l'orteguina est une passe de cape inventée en 1926 par le matador mexicain Ricardo Romero Freg, torero à ne pas confondre avec Luis Freg, également matador mexicain. 

## Description
C'est une variante de la passe de cape « al costado por detras ». 
Elle demande une dextérité particulière et un long entraînement. Le maestro lâche une extrémité de la cape avec une main passée derrière son dos, et lui fait accomplir une course ondulante dans les airs pour rattraper la pointe qu'il vient de lâcher. Cela revient à  enchaîner plusieurs gaoneras  avec des « serpentinas ». 
Cette passe qui tient de la jonglerie, a été  d'abord reprise en Espagne par Domingo Ortega qui l'a ramenée d'Amérique latine en lui donnant son nom. Mais c'est probablement Paquirri qui a le mieux réussi cette manœuvre en Europe. 
Dans certains glossaires de la tauromachie, elle porte le nom de « fregolina » du nom de son inventeur (Ricardo Romero Freg). 